# La Pensée de Dieu
La Pensée de Dieu est un essai de vulgarisation scientifique et philosophique des frères Igor et Grichka Bogdanoff (docteur en physique théorique et docteur en mathématiques), édité en 2012 aux Éditions Grasset, sur la question métaphysique et théologie de « la pensée de Dieu » en matière de « création de l'univers » d'Albert Einstein, avec en particulier la question mystérieuse de préexistence au Big Bang des lois universelles et invariantes de la physique et des mathématiques,,.

## Résumé
Le thème de cet essai est inspiré d'un des thèmes d'études scientifique et métaphysiques de prédilection d'Albert Einstein (Prix Nobel de physique 1921) qui désirait comprendre « la pensée de Dieu » dans le domaine de « la création de l'univers » il y a 13,7 milliards d'années ? d'où vient cette colossale énergie du Big Bang à l'instant du chaos originel, soumis aux lois universelles fondamentales mystérieusement infiniment précises immuables et invariantes des mathématique et de la physique, préexistantes au big-bang, qui gouvernent et ordonnent entre autres la matière, le quantique, le macroscopique ainsi que le cosmique et l'espace-temps de l'univers... Comment expliquer cette « harmonie préétablie » ? Qui peut être à l’origine de ses lois de la nature qui régissent l’univers et ne doivent rien ni au hasard, ni au créationnisme des religions, ni à l'évolution biologique darwinienne de Charles Darwin ?
Les frères Bogdanoff illustrent leurs études scientifiques restées sans réponse, de ces questions d'Albert Einstein, par celles de quelques mathématiciens et physiciens les plus éminents de l'histoire des sciences en la matière, dont Platon, Galilée, Leibnitz, Euler, Gauss, Poincaré, Planck, Sommerfeld, Lindemann, Minkowski, Hilbert, Weyl, Ramanujan, Wigner, Gödel, Sandage, ou Hawking...